# FED Harkivi Gépgyár
A FED Harkivi Gépgyár (ukránul: Харківський машинобудівний завод «ФЕД», magyar átírásban: Harkivszkij masinobugyivnij zavod FED) az ukrajnai Harkivban működő, állami tulajdonú gépgyár. 1927-ben hozták létre. Kezdetben fényképezőgépeket gyártott. A második világháború idején kezdték el repülőgépalkatrészek gyártását. A vállalat 1990-ben beszüntette a fényképezőgépek előállítását, azóta csak repülőgépekhez és vasúti járművekhez gyártanak üzemanyagszivattyúkat, valamint hidraulikus és pneumatikus rendszereket. 1993-ban a harkivi gépgyár alapjain létrehozták a FED vállalatot (Korporacija FED), amely a harkivi üzem mellett más kisebb gépipari üzemeket és egy harkivi tervezőirodát is összefog. 2010-től a teljes FED-csoport az Ukroboronprom állami holding kötelékébe tartozik. A cég Harkivban a Szumszka utcában, a Harkivi Repülőgépgyár szomszédságában található.